# Lago Lacina
Il lago Lacina è un lago italiano, situato tra le provincie di Vibo Valentia e Catanzaro. È situato a 986 metri di altitudine ed è compreso tra i comuni di Brognaturo (VV), Cardinale (CZ) e San Sostene (CZ).

## La diga
La diga è stata costruita sulla fiumara Alaco ricadente nel comune di Brognaturo. Viene utilizzata per fornire l'approvvigionamento idrico per 88 comuni dell'area della provincia di Vibo Valentia e Catanzaro.

### Caratteristiche
Diga in calcestruzzo, a gravità massiccia, con paramento di monte verticale, paramento di valle 0,78/1. Tracimabile sui due conci centrali, con organi di scarico e di derivazione in corpo diga.
- Altezza della diga: 51,35 m
- Sviluppo del coronamento: 178 m
- Volume della diga: 110.000  m3
- Volume totale di invaso: 35,28 milioni m3
- Superficie del bacino imbrifero direttamente sotteso: 14,9 km²[1]

### Storia
Fu completata nel 1985 al costo di oltre 70 milioni di euro, a cui vanno aggiunti i costi per ulteriori 6 varianti al progetto fino al 1996 e 6 sospensioni dei lavori.
È salita alle cronache nel 2012 per un'inchiesta per avvelenamento colposo delle sue acque da parte in merito all'ampliamento dell'impianto di potabilizzazione realizzato da Sorical e della multinazionale francese Veolia. Tra i 26 indagati c'è il sindaco di Catanzaro, in qualità di presidente della Sorical, e vari dirigenti dell'Arpacal, società incaricata al controllo.